# Kvickly
Kvickly er en dansk varehuskæde, der pr. maj 2016 bestod af 79 varehuse over hele landet. På nær 14 af dem, der er selvstændige brugsforeninger, drives kæden af Coop Danmark, der er ejet af Coop Amba. Kæden omsatte for knap 10 mia. kr. i 2008 og havde i 2009 en markedsandel på 7,3 procent.
Det første Kvickly-varehus åbnede i 1961 i Vingårdsgade i Aalborg.
Da lavprisvarehuskæden OBS!' økonomi skrantede i 2002, blev OBS!-varehusene ombygget og relanceret som Kvickly xtra. Disse butikker havde større udvalg end almindelige Kvickly-varehuse, særligt inden for nonfood. Kæderne markedsførte sig med en fælles tilbudsavis, men Kvickly xtra havde også sin egen. Samtlige 14 Kvickly xtra-butikker overgik i efteråret 2009 til Kvickly, da man fra ledelsens side ville have en stærk samlet kæde med en markedsføring og et varesortiment, for at gøre det nemmere for den enkelte forbruger. Dette skete i efteråret 2009, og nogle af varehusene gennemgik en ombygning for reducering af salgsareal for at matche det nye koncept. Varehusene i City 2 og Hillerød lukkede dog i 2011.

## Varehuse
| Region             | Antal | By |
| ------------------ | ----- | --- |
| Region Hovedstaden | 21    | Allerød, Brøndby, Buddinge, Farum, Frederiksberg, Frederikssund, Frederiksværk, Helsinge, Helsingør (Prøvestenscentret, Stjernegade), Holte, Hvidovre, København (Amagerbrogade, Nørrebro, Sundby, Valby), Nexø, Rønne, Stenløse, Taastrup, Værløse |
| Region Sjælland    | 11    | Haslev, Holbæk, Jyllinge, Kalundborg, Køge, Nakskov, Nykøbing F, Næstved, Roskilde (Hyrdehøj), Slagelse, Vordingborg |
| Region Syddanmark  | 18    | Esbjerg, Grindsted, Haderslev, Middelfart, Nordborg, Nyborg, Odense (Dalumvej, Rosengårdcentret, Skibhusvej), Otterup, Ribe, Svendborg (Gerritsgade, Svendborg Storcenter), Tønder, Varde, Vejen, Vejle, Vojens                                     |
| Region Midtjylland | 21    | Brande, Ebeltoft, Grenaa, Hadsten, Herning, Holstebro, Horsens, Lemvig, Odder, Ringkøbing, Ry, Skanderborg, Skive, Silkeborg, Struer, Tranbjerg, Århus (Bruuns Galleri, Hasle, Vericentret, Viby, Åbyhøj)                                           |
| Region Nordjylland | 5     | Hjørring, Hobro, Aalborg (Nørresundby, Vestbyen), Aars |

### Tidligere varehuse
Der har tidligere været flere Kvickly'er, som med tiden enten er omdannet til SuperBrugsen, solgt til andre kæder eller bare lukket pga. for hård konkurrence (især overfor Føtex).